# Kanuk
Kanuk est une entreprise de Montréal (Québec, Canada) qui se spécialise dans la confection de vêtements de plein air, en particulier de manteaux d'hiver. Elle a été fondée en 1970 par Louis Grenier. La manufacture et le magasin de la marque sont situés sur la rue Rachel à Montréal.
Kanuk a mis au point des techniques de confection exclusives pour adapter ses produits aux hivers canadiens: utilisation d'isolants synthétiques, coutures qui ne traversent jamais le manteau d'un bord à l'autre (pour éviter que le froid s'infiltre), etc.
Durant ses premières années Kanuk fabriquait également du matériel de plein-air (tentes, sacs de couchage et autres), mais l'entreprise se concentre maintenant sur les vêtements.
Louis Grenier n'est plus propriétaire de la compagnie depuis février 2015, date à laquelle le groupe Champlain Financière a pris la relève sous la direction de Richard Laniel.